# Bills Island (Antarktika)
Bills Island ist eine Insel im Palmer-Archipel vor der Westküste der Antarktischen Halbinsel. Im Port Lockroy liegt sie unmittelbar nordöstlich der Goudier-Insel.
Teilnehmer der Vierten Französischen Antarktisexpedition (1903–1905) unter der Leitung des Polarforschers Jean-Baptiste Charcot entdeckten und kartierten sie. Der Name der Insel erscheint erstmals auf einer Karte, die auf Vermessungen durch Wissenschaftler der britischen Discovery Investigations zurückgeht. Der weitere Benennungshintergrund ist nicht überliefert.